# Liste des chapitres de Détective Conan (1re partie)

Cet article est un complément de l’article sur le manga Détective Conan. Il contient la liste des volumes du manga parus en presse à partir du tome 1 jusqu’au tome 40, avec les chapitres qu’ils contiennent.

## Volumes reliés

### Tomes 1 à 10
| no | Japonais         | Japonais      | Français         | Français          |
| no | Date de sortie   | ISBN          | Date de sortie   | ISBN              |
| --- | ---------------- | ------------- | ---------------- | ----------------- |
| 1 | 18 juin 1994     | 4-09-123371-6 | 5 avril 1997     | 978-2-87129-128-2 |
| Liste des chapitres : - Ch. 1 : Sherlock Holmes des années 90 (平成のホームズ, "Heisei no Hōmuzu") - Ch. 2 : Un détective rajeuni (小さくなった名探偵, "Chiisaku Natta Meitantei") - Ch. 3 : Le détective incompris (仲間はずれの名探偵, "Nakama Hazure no Meitantei") - Ch. 4 : La sixième cheminée (6本目の煙突, "Ropponme no Entotsu") - Ch. 5 : L'autre malfaiteur (もう一人の犯人, "Mō Hitori no Han'nin") - Ch. 6 : Comment devenir un excellent détective (迷探偵を名探偵に, "Meitantei o Meitantei ni") - Ch. 7 : Trop de sang pour une star (血ぬられたアイドル, "Chi Nurareta Aidoru") - Ch. 8 : Une ressemblance frappante (あなたに似た人, "Anata ni Nita Hito") - Ch. 9 : Un malentendu fatal (不幸な誤解, "Fukō na Gōkai") |                  |               |                  |                   |
| Résumé : Shinichi Kudo est un détective lycéen émérite qui ne se passionne pour rien d'autre que les enquêtes criminelles, dont il n'est pas une qu'il n'ait pas résolue. Cependant, un jour, sa vie va changer du tout au tout après sa rencontre inopinée avec deux mystérieux hommes vêtus de noir, qui lui administrent un étrange poison le faisant...rapetisser, et de dix ans au moins... Le "Détective Conan" est né ! |                  |               |                  |                   |
| 2 | 18 juillet 1994  | 4-09-123372-4 | 7 juin 1997      | 978-2-87129-384-2 |
| Liste des chapitres : - Ch. 10 : Un boulot bien payé (割のいい尾行, "Wari no Ii Bikō") - Ch. 11 : Un alibi en béton (完璧なアリバイ, "Kanpeki na Aribai") - Ch. 12 : Des photos qui en disent long (写真は語る, "Shashin wa Kataru") - Ch. 13 : Le disparu (行方不明の男, "Yukue Fumei no Otoko") - Ch. 14 : Une pauvre jeune fille (かわいそうな少女, "Kawaisō na Shōjo") - Ch. 15 : A la poursuite du géant (大男を追え!, "Ō Otoko o Oe!") - Ch. 16 : Une femme diabolique (悪魔のような女, "Akuma no Yō na Onna") - Ch. 17 : La maison des horreurs (恐怖の館, "Kyōfu no Yakata") - Ch. 18 : Les enfants qui disparaisse (消える子供達, "Kieru Kodomo-tachi") - Ch. 19 : Le cauchemar de la cave (地下室の悪夢, "Chikashitsu no Akumu") |                  |               |                  |                   |
| Résumé : Conan s'intègre peu à peu à sa nouvelle vie d'écolier au cerveau d'adulte chez les Mouri, et alors que ses impressionnantes déductions permettent à Kogoro d'accéder peu à peu à la célébrité, les Hommes en noir pourraient bien refaire surface dans son quotidien... |                  |               |                  |                   |
| 3 | 18 octobre 1994  | 4-09-123373-2 | 23 août 1997     | 978-2-87129-314-9 |
| Liste des chapitres : - Ch. 20 : La famille Hatamoto (籏本家の一族, "Hatamoto-ke no Ichizoku") - Ch. 21 : Le mystère de la chambre close (密室の秘密, "Misshitsu no Himitsu") - Ch. 22 : Quel avenir pour l'héritage (遺産の行方, "Isan no Yukue") - Ch. 23 : Une famille qui se déchire (一族抹殺, "Ichizoku Massatsu") - Ch. 24 : Le conspirateur de l'ombre (暗闇の仕掛人, "Kurayami no Shikakenin") - Ch. 25 : Un rêve insensé (かなわぬ夢, "Kanawanu Yume") - Ch. 26 : D'étrange cadeaux (奇妙な贈り物, "Kimyō na Okurimono") - Ch. 27 : Le double (同一人物, "Dōitsujinbutsu") - Ch. 28 : Le mystère du 3 août (8月3日の謎, "Hachi-gatsu Mikka no Nazo") - Ch. 29 : Sauvé in extremis (眼前セーフ, "Ganzen Sēfu") |                  |               |                  |                   |
| Résumé : Conan, Ran et Kogoro sont invités par la prestigieuse famille Hatamoto à rentrer à Tokyo à bord de leur luxueux navire de croisière, rentrant tout juste d'un mariage. Mais les choses, comme toujours avec le petit détective, ne vont pas se dérouler comme prévu... Quant à Ran, elle pourrait bien avoir des doutes sur identité de son jeune protégé ? |                  |               |                  |                   |
| 4 | 18 février 1995  | 4-09-123374-0 | 11 octobre 1997  | 978-2-87129-315-6 |
| Liste des chapitres : - Ch. 30 : Le chevalier en armure (甲冑の騎士, "Katchū no Kishi") - Ch. 31 : Un dernier message (ダイイング・メッセージ, "Daiingu Messēji") - Ch. 32 : Un stylo qui n'écrit pas (書けないペン, "Kakukenai Pen") - Ch. 33 : Nez à nez avec eux (はちあわせた二人組, "Hachiawaseta Futarigumi") - Ch. 34 : Quatre personnes en première classe (グリーン車の四人, "Gurīn-sha no Yonin") - Ch. 35 : 10 secondes terrifiantes (ラスト10秒の恐怖, "Rasuto Jū Byō no Kyōfu") - Ch. 36 : Une énigmes en main (暗号表入手!!, "Angō Hyō Nyūshu!!") - Ch. 37 : Comment résoudre une énigme en 10 leçons (暗号解読のABC, "Angō Kaidoku no ABC") - Ch. 38 : Une réponse peut en cacher une autre (答えもうひとつの答, "Kotae to mō Hitotsu no Kotae") - Ch. 39 : Le poisson qui brille (光る魚の正体, "Hikaru Sakana no Shōtai")         |                  |               |                  |                   |
| Résumé : L'Organisation prépare à nouveau un plan terrifiant qui menace la vie de plusieurs centaines de personnes...et Conan est le seul à le savoir ! Du côté des Détectives Juniors, ils ne comptent pas laisser leur nouveau camarade résoudre à lui tout seul les enquêtes qui leur sont confiées... |                  |               |                  |                   |
| 5 | 18 avril 1995    | 4-09-123375-9 | 22 novembre 1997 | 978-2-87129-149-7 |
| Liste des chapitres : - Ch. 40 : L'homme aux bandages (怪人...包帯の男, "Kaijin... Hōtai no Otoko") - Ch. 41 : La première victime (第一の犠牲者!, "Daiichi no Giseisha!") - Ch. 42 : Instant critique (蘭ピンチ!, "Ran Pinchi!") - Ch. 43 : Une obscure attaque (暗闇の襲撃!, "Kurayami no Shūgeki!") - Ch. 44 : L'homme aux bandages démasqué (殺人鬼の正体!, "Satsujinki no Shōtai!") - Ch. 45 : Meurtre au karaoké (カラオケ殺人!, "Karaoke Satsujin!") - Ch. 46 : Suicide ou assassinat ? (自殺か他殺か?, "Jisatsu ka Tasatsu ka?") - Ch. 47 : Une chanson à message caché (歌に秘められた謎, "Uta ni Himerareta Nazo") - Ch. 48 : Chassé-croisé (すれちがい..., "Surechigai...") - Ch. 49 : Des visiteurs inconnus (見知らぬ来訪者。, "Mishiranu Raihōsha.") - Ch. 50 : Fuite et poursuite (脱出そして追跡。, "Dasshutsu Soshite Tsuiseki.") |                  |               |                  |                   |
| Résumé : Un mystérieux homme-momie s'amuse à terrifier le groupe de jeunes d'une villa à laquelle Conan et Ran ont été invités par Sonoko. Retenus prisonniers loin de tout secours, menacés par un tueur fou, vont-ils réussir à s'en sortir vivants ? Qui est cette énigmatique Fumiyo Edogawa, qui se dit être la mère de Conan ? |                  |               |                  |                   |
| 6 | 18 juillet 1995  | 4-09-123376-7 | 7 février 1998   | 978-2-87129-159-6 |
| Liste des chapitres : - Ch. 51 : La vérité sous le masque (仮面の下の真実, "Kamen no Shita no Shinjitsu") - Ch. 52 : Trois visiteurs (三人の訪問客?, "San'nin no Hōmonkyaku?") - Ch. 53 : Trois alibis (三人のアリバイ, "San'nin no Aribai") - Ch. 54 : Le mystère du répondeur (留守番電話の謎, "Rusuban Denwa no Nazo") - Ch. 55 : Des mots sur le meuble (タンスの言葉, "Tansu no Kotoba") - Ch. 56 : La bande des petits détectives (結成!少年探偵団, "Kessei! Shōnen Tantei-dan") - Ch. 57 : De mystérieux frères (ナゾの兄弟, "Nazo no Kyōdai") - Ch. 58 : Un cadavre très mobile (動く死体の謎, "Ugoku Shitai no Nazo") - Ch. 59 : Un soir de fête (祭りの夜, "Matsuri no Yoru") - Ch. 60 : Un alibi indiscutable (アリバイは完璧!?, "Aribai wa Kanpeki!?")                                                                                 |                  |               |                  |                   |
| Résumé : Cerné de toutes parts par l'homme masqué, son acolyte et "Mme Edogawa", Conan va-t-il parvenir à s'échapper et mettre un terme aux sombres machinations du trio ? Qui est donc ce "Baron Noir" dont l'intelligence paraît presque égaler celle de Shinichi, et qui semble très bien le connaître ? |                  |               |                  |                   |
| 7 | 18 novembre 1995 | 4-09-123377-5 | 4 avril 1998     | 978-2-87129-163-3 |
| Liste des chapitres : - Ch. 61 : L'astuce de la photo (写真のワナ, "Shashin no Wana") - Ch. 62 : Une invitation pour l'île au clair de lune (月影島への招待状, "Tsukikage-jima e no Shōtaijō") - Ch. 63 : La malédiction du piano (ピアノの呪い, "Piano no Noroi") - Ch. 64 : La partition laissée (残された楽譜, "Nokosareta Gakufu") - Ch. 65 : Le secret des feux de l'enfer (業火の秘密, "Gōka no Himitsu") - Ch. 66 : Un bouton couvert de sang (血染めのボタン, "Chizome no Botan") - Ch. 67 : Le secret du nom!! (名前の秘密!!, "Namae no Himitsu!!") - Ch. 68 : La petite amie de Shinichi (新一の恋人!!, "Shinichi no Koibito!!") - Ch. 69 : Détective Ran!? (名探偵蘭!?, "Meitantei Ran!?") - Ch. 70 : Une durée de vie limitée (命の時間切れ!?, "Inochi no Taimu Rimitto!?")                                                            |                  |               |                  |                   |
| Résumé : Convié par une lettre anonyme à se rendre sur l'île de Tsukikage, dite "de la pleine lune", pour y résoudre une affaire, Kogoro, accompagné de Ran et Conan, découvre rapidement que les lieux sont entachés d'histoires macabres, et hantés par un assassin en série qui semble ne jamais vouloir s'arrêter... Quant à Ran, sa confiance en Shinichi pourrait-être bientôt mise à l'épreuve ? |                  |               |                  |                   |
| 8 | 9 décembre 1995  | 4-09-123378-3 | 13 juin 1998     | 978-2-87129-175-6 |
| Liste des chapitres : - Ch. 71 : Enfin retrouvé (ついに見つけた!!, "Tsui ni Mitsuketa!!") - Ch. 72 : Le baron de la nuit (闇の男爵, "Naito Baron") - Ch. 73 : Le virus de la terreur (恐怖のウイルス, "Kyōfu no Uirusu") - Ch. 74 : Sous le masque (仮面の下, "Kamen no Shita") - Ch. 75 : Les larmes de Ran (蘭の涙, "Ran no Namida") - Ch. 76 : Un mauvais tour de vent (風のいたずら!?, "Kaze no Itazura!?") - Ch. 77 : Le secret du point de chute (落下地点の秘密, "Rakka chiten no Himitsu") - Ch. 78 : La tragédie de la mariée (花嫁の悲劇, "Hanayome no Higeki") - Ch. 79 : Un thé au citron de trop (禁断のレモンティー!?, "Kindan no Remon Tī!?") - Ch. 80 : Le mobile du crime (殺しの理由, "Koroshi no Riyū") |                  |               |                  |                   |
| Résumé : Où est Mamoru, et qui est son ravisseur ? Ryoko a-t-elle vraiment des vues sur Shinichi ? Ran choisira-t-elle de croire les apparences ? Le Baron Noir est quant à lui de retour...mais semble avoir été également victime d'un assassinat ! |                  |               |                  |                   |
| 9 | 18 janvier 1996  | 4-09-123379-1 | 5 septembre 1998 | 978-2-87129-180-0 |
| Liste des chapitres : - Ch. 81 : Une cachette bien dangereuse (危ないかくれんぼ, "Abunai Kakurenbo") - Ch. 82 : Sur la bonne "voix" (声を追え!!, "Koe o Oe!!") - Ch. 83 : Hein? Vraiment?! (えっ!本当!?, "Ē! Hontō!?") - Ch. 84 : Les retrouvailles (小五郎の同窓会, "Kogorō no Dōsō-kai") - Ch. 85 : Un indice inattendu (意外なヒント, "Igai na Hinto") - Ch. 86 : Figé comme Benkei (弁慶の仁王立ち, "Benkei no Niōdachi") - Ch. 87 : Choisir un mari (花婿選び, "Hanamuko Erabi") - Ch. 88 : Une ombre qui s'approche (忍び寄る影, "Shinobi yoru Kage") - Ch. 89 : Un cadavre de plus (死体がもうひとつ..., "Shitai ga mō Hitotsu...") - Ch. 90 : Un meurtre en série (無差別殺人!?, "Musabetsu Satsujin!?") |                  |               |                  |                   |
| Résumé : Ayumi en danger, entre les mains de l'Organisation ? Conan doit s'en assurer... Il lui faudra aussi soutenir Kogoro, témoin d'une bien triste tragédie...et sauver Ran une nouvelle fois des griffes d'un noyeur en série ! |                  |               |                  |                   |
| 10 | 18 avril 1996    | 4-09-123380-5 | 14 octobre 1998  | 978-2-87129-182-4 |
| Liste des chapitres : - Ch. 91 : Le décalage horaire (水の時間差トリック, "Mizu no Jikan-sa Torikku") - Ch. 92 : Le fameux détective de l'Ouest (西の名探偵, "Nishi no Meitantei") - Ch. 93 : Deux raisonnements (二人の推理, "Daburu no Suiri") - Ch. 94 : Le fameux détective de l'Est (東の名探偵...!?, "Higashi no Meitantei...!?") - Ch. 95 : Le détective de l'Est rentre en scène (東の名探偵現る!?, "Higashi no Meitantei Arawaru!?") - Ch. 96 : Un corps brûlant (熱いからだ, "Atsui Karada") - Ch. 97 : Un psychopathe rode (忍び寄る殺人鬼, "Shinobi Yoru Satsujinki") - Ch. 98 : Une personne de plus (もう一人の乗客, "Mō Hitotsu no Jōkyaku"") - Ch. 99 : La tragédie appelée par la tempête de neige (吹雪が呼んだ惨劇, "Fubuki ga Yonda Sangeki") - Ch. 100 : Les dernières paroles (最後の言葉, "Saigo no Kotoba")                |                  |               |                  |                   |
| Résumé : Qui est ce mystérieux rival de Shinichi, venu de l'Ouest ? Alors que l'impensable va se produire dans la vie de Conan, une seule chose compte néanmoins plus que toute autre : la vérité... |                  |               |                  |                   |

### Tomes 11 à 20
| no | Japonais          | Japonais      | Français         | Français          |
| no | Date de sortie    | ISBN          | Date de sortie   | ISBN              |
| --- | ----------------- | ------------- | ---------------- | ----------------- |
| 11 | 18 juillet 1996   | 4-09-125041-6 | 16 janvier 1999  | 978-2-87129-205-0 |
| Liste des chapitres : - Ch. 101 : Une nappe bavarde (話すテーブルクロス, "Hanasu Tēburu Kurosu") - Ch. 102 : Mort en direct (生放送中の死, "Namahōsō-chū no Shi") - Ch. 103 : Un itinéraire imaginaire (幻の道, "Maboroshi no Michi") - Ch. 104 : Flash spécial (緊急推理ショー, "Kinkyū Suiri Shō") - Ch. 105 : Un personnage-clé (大事な人!?, "Daiji na Hito!?") - Ch. 106 : L'arme du crime (凶器のありか, "Kyōki no Arika") - Ch. 107 : Deux mystères (二つの謎, "Futatsu no Nazo") - Ch. 108 : La pièce du jeûne (修行の間, "Shugyō no Ma") - Ch. 109 : Fleurs de cerisier et trous dans le mur (桜と壁の穴, "Sakura to Kabe no Ana") - Ch. 110 : Le pouvoir de lévitation (宙に浮く力, "Chū ni Uku Chikara")                                                         |                   |               |                  |                   |
| Résumé : Quel est le dernier message laissé par le professeur Oyama ? Ran semble bien occupée en ce moment...et secrète, ce qui intrigue Conan, au point de la suivre : avec qui a-t-elle donc rendez-vous ? Kogoro, quant à lui, est sur le point d'accéder à la célébrité...mondiale ! Et cela, une fois de plus grâce à son jeune pupille... |                   |               |                  |                   |
| 12 | 18 septembre 1996 | 4-09-125042-4 | 6 février 1999   | 978-2-87129-206-7 |
| Liste des chapitres : - Ch. 111 : Le coffre au trésor du professeur (博士の宝箱, "Hakase no Takarabako") - Ch. 112 : Le soleil noir (黒い太陽, "Kuroi Taiyō") - Ch. 113 : Quel trésor ! (宝の正体, "Takara no Shōtai") - Ch. 114 : Une rencontre inattendue (突然の遭遇, "Totsuzen no Sōgū") - Ch. 115 : A la recherche de la bombe (爆弾の行方, "Bakudan no Yukue") - Ch. 116 : L'erreur de Conan (コナンの誤算, "Konan no Gosan") - Ch. 117 : Réunion chez Mycroft (マイクロフトでの集い, "Maikurofuto de no Tsudoi") - Ch. 118 : Une femme qui en savait trop (知りすぎていた女, "Shirisugiteita Onna") - Ch. 119 : Une mystérieuse explosion (ナゾの爆発, "Nazo no Bakuhatsu") - Ch. 120 : Le voile est levé (見破られたウソ, "Miyaburareta Uso")                      |                   |               |                  |                   |
| Résumé : Hattori est de retour ! Ce qui n'est pas pour enchanter Conan, qui risque de commettre quelques maladresses... Pendant ce temps, l'apprentissage des Détectives Juniors se concrétise à travers une chasse au trésor...un peu particulière ! Enfin, l'Organisation n'est jamais bien loin : un nouveau membre va faire son apparition... |                   |               |                  |                   |
| 13 | 10 décembre 1996  | 4-09-125043-2 | 6 mars 1999      | 978-2-87129-207-4 |
| Liste des chapitres : - Ch. 121 : La révélation (本当の姿, "Hontō no Sugata") - Ch. 122 : Les témoins sont... !? (目撃者は...!?, "Mokugekisha wa...!?") - Ch. 123 : Les triplés (三つ子の容疑者, "Mitsugo no Yōgisha") - Ch. 124 : Une bien triste fraternité (哀しき兄弟の絆, "Kanashiki Kyōdai no Kizuna") - Ch. 125 : Chute de corps (落ちる死体, "Ochiru Shitai") - Ch. 126 : Un suicide douteux (疑惑の自殺, "Giwaku no Jisatsu") - Ch. 127 : Fleur et papillon (花と蝶, "Hana to Chō") - Ch. 128 : Le fugitif (逃亡者, "Tōbōsha") - Ch. 129 : La tragédie du monstre Gomera (怪獣ゴメラの悲劇, "Kaijū Gomera no Higeki") - Ch. 130 : Une silhouette qui disparaît (去りゆく後ろ姿, "Sari Yuku Ushiro Sugata")                                                        |                   |               |                  |                   |
| Résumé : Conan aurait-il désormais un nouvel allié sur qui compter, dans sa lutte difficile contre l'Organisation ? Sonoko, elle, serait plutôt préoccupée par les fiançailles de sa sœur Ayako avec Yuzo, empêtré dans une sombre affaire que Conan va devoir résoudre au plus vite ! |                   |               |                  |                   |
| 14 | 18 mars 1997      | 4-09-125044-0 | 10 avril 1999    | 978-2-87129-208-1 |
| Liste des chapitres : - Ch. 131 : La photo (写真があった!!, "Shashin ga Atta!!") - Ch. 132 : Les numéros de téléphone (電話の数字, "Denwa no Sūji") - Ch. 133 : La véritable affaire ne fait que commencer (事件はこれから!?, "Jiken wa Kore Kara!?") - Ch. 134 : Une question dans les feuilles mortes (落葉の中の尋問, "Rakuyō no Naka no Jinmon") - Ch. 135 : Dans le cœur d'une mère (母さんの胸の中!?, "Kaa-san no Mune no Naka!?") - Ch. 136 : Le sourire de Conan (コナンの笑み..., "Konan no Emi...") - Ch. 137 : Le sourire de Yukiko (有希子の笑み..., "Yukiko no Emi...") - Ch. 138 : L'autre (もう一人の..., "Mō Hitori no...") - Ch. 139 : Une étrange réunion (奇妙な集まり, "Kimyō no Atsumari") - Ch. 140 : Le dernier invité (最後の客, "Saigo no Kyaku") |                   |               |                  |                   |
| Résumé : Une photo de Shinichi jeune...qui risque fort de réveiller les soupçons de Ran ! Par quelle magie Shinichi serait-il donc devenu Conan ? Quelle carte reste-t-il à jouer au petit détective ? |                   |               |                  |                   |
| 15 | 18 juin 1997      | 4-09-125045-9 | 12 juin 1999     | 978-2-87129-209-8 |
| Liste des chapitres : - Ch. 141 : Rien (ない!?, "Nai!?") - Ch. 142 : L'arme qui a disparu (消えた凶器, "Kieta Kyōki") - Ch. 143 : Les larmes de la vérité (涙で語る真実, "Namida de Kataru Shinjitsu") - Ch. 144 : Une voix ressemblante (声が似てる!?, "Koe ga Niteru!?") - Ch. 145 : Une rançon (狙うは..., "Nerau wa...") - Ch. 146 : Un duo (デュエット!?, "Dyuetto!?"") - Ch. 147 : Lécher le pouce (指をペロッ!?, "Yubi o Perō!?") - Ch. 148 : Un tour de magie (魔法を使った!?, "Mahō o Tsukatta!?") - Ch. 149 : L'appel du malin (悪魔の呼び声, "Akuma no Yobigoe") - Ch. 150 : Le bandage ensanglanté (血染めの包帯, "Chizome no Hōtai") |                   |               |                  |                   |
| Résumé : Au cours d'une affaire déchirante, Ran va apprendre une dure mais importante leçon sur la vérité... Conan, lui, si mauvais chanteur, comment pourrait-il avoir la même voix que la célébrissime chanteuse Minami Takayama ? Lorsque celle-ci se fait enlever avec son associé, il lui faudra pourtant bien faire usage de sa voix...et bien sûr de sa tête ! |                   |               |                  |                   |
| 16 | 9 août 1997       | 4-09-125046-7 | 3 juillet 1999   | 978-2-87129-210-4 |
| Liste des chapitres : - Ch. 151 : L'assassin était en blanc (白き殺人者, "Shiroki Satsujinsha") - Ch. 152 : Le téléphone de la vérité (真実の電話, "Shinjitsu no Denwa") - Ch. 153 : Les liens du feu (炎の絆, "Honō no Kizuna"") - Ch. 154 : Le mystère de l'école (学校の不思議, "Gakkō no Fushigi") - Ch. 155 : Il y a quelqu'un ? (誰かいる!?, "Dareka Iru!?") - Ch. 156 : La rencontre (邂逅, "Kaikō") - Ch. 157 : La disparition (消滅, "Shōmetsu") - Ch. 158 : Une présence (気配, "Kehai") - Ch. 159 : La fin (終極, "Shūkyoku") - Ch. 160 : La manigance des sculpteurs (陶芸家達の企み, "Tōgeika-tachi no Takurami") |                   |               |                  |                   |
| Résumé : Le dernier grand magicien du siècle affrontera le Sherlock Holmes de l'ère moderne... Le combat entre Kid et Conan risque d'être explosif ! Les détectives ne se contentent-ils que des faits ? Conan fera tout pour prouver le contraire ! Il lui faudra aussi aider les Détectives Juniors à résoudre une affaire de fantômes bien plus réaliste que prévu... |                   |               |                  |                   |
| 17 | 18 novembre 1997  | 4-09-125047-5 | 2 octobre 1999   | 978-2-87129-211-1 |
| Liste des chapitres : - Ch. 161 : Une preuve irréfutable (動かぬ証拠, "Ugokanu Shōko") - Ch. 162 : Le bruit qui tue (音で殺す!?, "Oto de Korosu!?") - Ch. 163 : Trois ruses (三つの謀, "Mittsu no Hakarigoto") - Ch. 164 : L'arme s'est enfuie (逃げた凶器, "Nigeta Kyōki") - Ch. 165 : Ne pas oublier (忘れちゃいない, "Wasurechainai") - Ch. 166 : Qu'est-ce qu'on fait ? (どうしよう!?, "Dōshyō!?") - Ch. 167 : L'horloge qui... (時計が..., "Tokei ga...") - Ch. 168 : Le démon se montre (鬼が出た!?, "Oni ga Deta!?") - Ch. 169 : L. N. R. - Ch. 170 : Les acteurs réunis (役者が揃った, "Yakusha ga Sorotta") |                   |               |                  |                   |
| Résumé : Une pendaison mystérieuse, une arme du crime vivante, un manoir rempli d'horloges et un meurtre un peu trop facile...voilà le menu qui attend Conan de pied ferme dans ce tome 17 ! |                   |               |                  |                   |
| 18 | 17 janvier 1998   | 4-09-125048-3 | 20 novembre 1999 | 978-2-87129-212-8 |
| Liste des chapitres : - Ch. 171 : Cela devrait pourtant être pareil (同じはずなのに..., "Onaji Hazu na no ni") - Ch. 172 : Deux pièces (二つの部屋, "Futatsu no Heya") - Ch. 173 : Le premier amour (初恋の人..., "Hatsukoi no Hito...") - Ch. 174 : Une vérité brûlante (燃える真実, "Moeru Shinjitsu") - Ch. 175 : Ouvre ton cœur (心は開く!?, "Kokoro wa Hiraku!?") - Ch. 176 : Le nouvel élève (転校生は..., "Tenkōsei wa...") - Ch. 177 : La femme en noir (黒ずくめの女, "Kurozukume no Onna") - Ch. 178 : Nom de code Cherry (コードネーム・シェリー, "Kōdo Nēmu Sherī") - Ch. 179 : La petite menteuse (偽りの少女, "Itsuwari no Shōjo") - Ch. 180 : Échec et mat (チェックメイト, "Chekkumeito")                                                                  |                   |               |                  |                   |
| Résumé : Une dénommée Asami Uchida se présente comme le premier amour de Shinichi, avec mille preuves à l'appui, et Ran veut en avoir le coeur net... Un nouvel élève intègre l'Ecole Tivedétec, assez étrange et réservé au premier abord... Un volume qui va révolutionner la série et changer totalement le cours des choses ! |                   |               |                  |                   |
| 19 | 18 avril 1998     | 4-09-125049-1 | 15 janvier 2000  | 978-2-87129-213-5 |
| Liste des chapitres : - Ch. 181 : Pourquoi... ? (どうして..., "Dōshite....") - Ch. 182 : L'écrivain qui disparut mystérieusement (蒸発した文士, "Jōhatsu Shita Bunshi") - Ch. 183 : Confidences à demi-mot (½の頂点, "Nibun no Ichi no Chōten") - Ch. 184 : En France (フランスにて..., "Furansu nite...") - Ch. 185 : La ville des bons vivants (食いだおれの街, "Kuida Ore no Machi") - Ch. 186 : Le quatrième portefeuille (四人目の財布, "Yoninme no Saifu") - Ch. 187 : Dans le portefeuille (財布の中の..., "Saifu no Naka no...") - Ch. 188 : Le secret du permis de conduire (免許証の秘密, "Menkyoshō no Himitsu") - Ch. 189 : Le ballon visé (狙われたボール, "Nerareta Bōru") - Ch. 190 : Les 56 000 otages (5万6千人の人質, "Goman-rokusen'nin no Hitojichi")  |                   |               |                  |                   |
| Résumé : Qui a donc tué Masami Hirota ? Conan sera-t-il finalement échec et mat ? Le passé se rappelle à lui, tandis qu'Hattori propose aux Mouri une visite-surprise d'Osaka...qui ne peut que cacher une nouvelle affaire criminelle ! |                   |               |                  |                   |
| 20 | 18 juillet 1998   | 4-09-125050-5 | 12 février 2000  | 978-2-87129-214-2 |
| Liste des chapitres : - Ch. 191 : Un regard qui vient de loin (遠くからの眼, "Τōku kara no Me") - Ch. 192 : Sauvez-vous (逃げろ!, "Nigero!") - Ch. 193 : Dans un champ de neige (雪原の中で..., "Setsugen no Naka de...") - Ch. 194 : D'étranges déplacements (怪しい動き, "Ayashii Ugoki") - Ch. 195 : Des recherches (探索, "Tansaku") - Ch. 196 : Sentiments exprimés (発露, "Hatsuro") - Ch. 197 : Adieu (サヨナラ..., "Sayonara...") - Ch. 198 : La preuve visible (証拠が見える, "Shōko ga Mieru") - Ch. 199 : Trop d'amour pour une sœur (姉思い..., "Ane Omoi...") - Ch. 200 : Invitation dans un château isolé (孤城ヘの誘い, "Kojō e no Izanai") |                   |               |                  |                   |
| Résumé : Ai s'intègre peu à peu à sa nouvelle vie de fugitive, mais a encore du mal à vivre au milieu des Détectives Juniors, dans l'insouciance, loin de l'Organisation... La tournure des événements pourrait bien changer leurs relations ! Conan va aussi retrouver un "vieil ami", ce qui n'est pas franchement pour lui plaire... |                   |               |                  |                   |

### Tomes 21 à 30
| no | Japonais          | Japonais      | Français          | Français          |
| no | Date de sortie    | ISBN          | Date de sortie    | ISBN              |
| --- | ----------------- | ------------- | ----------------- | ----------------- |
| 21 | 17 octobre 1998   | 4-09-125491-8 | 13 mai 2000       | 978-2-87129-257-9 |
| Liste des chapitres : - Ch. 201 : Et encore (そしてまた..., "Soshite Mata...") - Ch. 202 : Le compte à rebours (カウントダウン, "Kauntodaun") - Ch. 203 : La tour d'ivoire (象牙の塔, "Sōge no Tō") - Ch. 204 : La première rencontre (最初の挨拶, "Saisho no Aisatsu") - Ch. 205 : Une chambre close en plein ciel (大空の密室, "Ōzora no Misshitsu") - Ch. 206 : Le dernier atout (最後の切り札, "Saigo no Kirifuda") - Ch. 207 : Au cœur du problème (胸に秘めて..., "Mune ni Himete...") - Ch. 208 : La porte de Sakurada (桜田門の変!?, "Sakurada-mon no Hen!?") - Ch. 209 : L'inspecteur mène l'enquête (警部の推理, "Keibu no Suiri") - Ch. 210 : Un rival inattendu (意外な敵, "Igai na Teki") - Ch. 211 : Belle journée à Tokyo (東京日和, "Tōkyō Biyori")                                                                        |                   |               |                   |                   |
| 22 | 18 février 1999   | 4-09-125492-6 | 17 juin 2000      | 978-2-87129-258-6 |
| Liste des chapitres : - Ch. 212 : La paire (おそろいや, "Osoroiya") - Ch. 213 : La preuve (証拠は..., "Shōko wa...") - Ch. 214 : Tel est pris (かかった獲物, "Kakatta Emono") - Ch. 215 : L'étoile du Nord (北斗星, "Hokutosei") - Ch. 216 : Montrer le bout de l'oreille (馬脚を露わす!?, "Bakyaku o Arawasu!?") - Ch. 217 : To be continued... - Ch. 218 : Le terminus (終着駅, "Shūchakueki") - Ch. 219 : Allez, vas-y Sonoko ! (それゆけ園子, "Sore yuke Sonoko") - Ch. 220 : La belle au bois dormant (眠り姫, "Nemuri Hime") - Ch. 221 : Le prince au coup de pied (蹴撃の貴公子, "Shūgeki no Kikōshi") |                   |               |                   |                   |
| 23 | 17 avril 1999     | 4-09-125493-4 | 16 septembre 2000 | 978-2-87129-259-3 |
| Liste des chapitres : - Ch. 222 : Cinecitta (チネ・チッタ, "Chine Citta") - Ch. 223 : La vérité dans le miroir (鏡の中の真実, "Kagami no Naka no Shinjitsu") - Ch. 224 : Un endroit de rêve (夢の場所, "Yume no Basho") - Ch. 225 : Le planificateur de l'ombre (影の計画師, "Kage no Keikakushi") - Ch. 226 : Le désir de meurtre s'enflamme (殺意は燃えて..., "Satsui wa Moete...") - Ch. 227 : Une cible inattendue (意外な標的, "Igai na Hyōteki") - Ch. 228 : Disparu en mer (波涛に消ゆ..., "Hatō ni Kiyu...") - Ch. 229 : C'est la vérité (これが真実, "Kore ga Shinjitsu") - Ch. 230 : Témoin ressuscité (証人生還, "Shōnin Seikan") - Ch. 231 : Ouverture d'enquête (捜査開始!!, "Sōsa Kaishi!!") |                   |               |                   |                   |
| 24 | 17 juillet 1999   | 4-09-125494-2 | 18 novembre 2000  | 978-2-87129-260-9 |
| Liste des chapitres : - Ch. 232 : Recherche de preuves sur le terrain (現場検証, "Genba Kenshō") - Ch. 233 : Le compte à rebours (カウントダウン, "Kauntodaun") - Ch. 234 : Plus que six mois (あと半年..., "Ato Hantoshi...") - Ch. 235 : Dans l'obscurité (闇の中..., "Yami no Naka...") - Ch. 236 : Un point d'accroche insoupçonnable (信じられぬ接点, "Shinjirarenu Setten") - Ch. 237 : Le dernier cœur (最後の心, "Saigo no Kokoro") - Ch. 238 : Le coin de rue du traître (裏切りの街角, "Uragiri no Machikado") - Ch. 239 : Cérémonie funèbre en noir (漆黒の葬列, "Shikkoku no Sōretsu") - Ch. 240 : Une séparation soudaine (突然の別れ, "Totsuzen no Wakare") - Ch. 241 : Une balle surgit du passé (過去からの銃弾, "Kako kara no Jūdan") - Ch. 242 : Un monde blanc (白の世界, "Shiro no Sekai")                             |                   |               |                   |                   |
| 25 | 18 octobre 1999   | 4-09-125495-0 | 13 janvier 2001   | 978-2-87129-336-1 |
| Liste des chapitres : - Ch. 243 : Le compagnon différent des autres (仲間外れ!?, "Nakama Hazure!?") - Ch. 244 : Le mort ne dira rien (死者は語らず, "Shisha wa Katarazu") - Ch. 245 : Le mot à tâtons (手探りの言葉, "Tesaguri no Kotoba") - Ch. 246 : La résidence de l'araignée (蜘蛛屋敷, "Kumo Yashiki") - Ch. 247 : Vision d'épouvante (恐怖を見た, "Kyōfu o Mita") - Ch. 248 : Le cri de Heiji (平次の叫び, "Heiji no Sakebi") - Ch. 249 : La colère de Heiji (平次の怒り, "Heiji no Ikari") - Ch. 250 : Ce qu'on ne peut pas écrire (言葉にできない, "Kotoba ni Dekinai") - Ch. 251 : La bande des détectives blessée (手負いの探偵団, "Teoi no Tantei-dan") - Ch. 252 : Les célèbres détectives au grand cœur (心強き名探偵達, "Kokoro-zuyoki Meitantei-tachi") - Ch. 253 : La seule certitude (一つの確信, "Hitotsu no Kakushin") |                   |               |                   |                   |
| 26 | 18 février 2000   | 4-09-125496-9 | 3 mars 2001       | 978-2-87129-337-8 |
| Liste des chapitres : - Ch. 254 : Le coeur tourmenté (迷える心, "Mayoeru Kokoro") - Ch. 255 : Une présence inattendue (突然の侵入者, "Totsuzen no Shin'nyūsha") - Ch. 256 : La vérité recouverte (覆われた真実, "Ōwareta Shinjitsu") - Ch. 257 : Un retour au péril de sa vie (命懸けの復活, "Inochigake no Fukkatsu") - Ch. 258 : Un court moment de répit (束の間の休息, "Tsuka no ma no Kyūsoku") - Ch. 259 : Moment de calme (穏やかな時間, "Odayaka na Jikan") - Ch. 260 : Un lieu de souvenir (思い出の場所, "Omoide no Basho") - Ch. 261 : La corde sensible a vibré (琴線に触れた!?, "Kinsen ni Fureta!?") - Ch. 262 : Les sons effacés (消えた音, "Kieta Oto") - Ch. 263 : Haru yo koi ? (春よ来い?, "Haru yo Koi?") |                   |               |                   |                   |
| 27 | 18 avril 2000     | 4-09-125497-7 | 19 mai 2001       | 978-2-87129-338-5 |
| Liste des chapitres : - Ch. 264 : La rouille du corps (身から出た錆, "Mi kara Deta Sabi") - Ch. 265 : Un précieux expert (重要参考人, "Jūyō Sankōnin") - Ch. 266 : Tout à coup (思い切って..., "Omoikitte...") - Ch. 267 : Un homme, il y a 18 ans (18年前の男, "Jū-hachi-nen Mae no Otoko") - Ch. 268 : Le policier emprisonné (囚われた刑事, "Torawareta Keiji") - Ch. 269 : Time limit (時効成立, "Taimu Rimitto") - Ch. 270 : Game start (試合開始, "Gēmu Sutāto") - Ch. 271 : TTX - Ch. 272 : Game over (試合終了, "Gēmu Ōbā") - Ch. 273 : Panier de crabes (呉越同舟, "Goetsu Dōshū") |                   |               |                   |                   |
| 28 | 18 juillet 2000   | 4-09-125498-5 | 7 juillet 2001    | 978-2-87129-339-2 |
| Liste des chapitres : - Ch. 274 : Une petite cible (小さな標的, "Chiisana Hyōteki") - Ch. 275 : Le véritable mobile (殺意の真意, "Satsui no Shin'i") - Ch. 276 : Le menteur (偽りの人, "Itsuwari no Hito") - Ch. 277 : La preuve en main (一握りの証拠, "Hitonigiri no Shōko") - Ch. 278 : Une femme terrifiante (恐怖の女, "Kyōfu no Onna") - Ch. 279 : La malédiction de la sirène ? (人魚の呪い?, "Ningyo no Noroi?") - Ch. 280 : La prophétie de Mikoto (命様の予言, "Mikoto-sama no Yogen") - Ch. 281 : La flèche du démon (悪魔の矢, "Akuma no Ya") - Ch. 282 : La dernière flèche (最後の一矢, "Saigo no Hito Ya") - Ch. 283 : Un cœur récompensé (報われぬ心, "Mukuwarenu Kokoro") - Ch. 284 : Un secret bien gardé (閉ざされた秘密, "Tozasareta Himitsu")                                                                         |                   |               |                   |                   |
| 29 | 18 septembre 2000 | 4-09-125499-3 | 3 novembre 2001   | 978-2-87129-340-8 |
| Liste des chapitres : - Ch. 285 : Quelque chose qui cloche (小さな違和感, "Chiisana Iwakan") - Ch. 286 : Une raison inattendue (意外な理由, "Igai na Riyū") - Ch. 287 : Une terreur invisible (見えない恐怖, "Mienai Kyōfu") - Ch. 288 : Signal dangereux (危険信号, "Kiken Shingō") - Ch. 288 : Cachée en pleine lumière (白日の下の潜伏, "Hakujitsu no Moto no Senpuku") - Ch. 290 : Les éleveurs (愛犬家たち, "Aikenka-tachi") - Ch. 291 : Une toute petite empreinte (わずかな足跡, "Wazuka na Ashiato") - Ch. 292 : La preuve ineffaçable (消えなかった証拠, "Kienakatta Shōko") - Ch. 293 : K three (Kスリー, "Kē Surī") - Ch. 294 : La dernière possibilité (最後の可能性, "Saigo no Kanōsei") - Ch. 295 : Carton rouge (レッドカード, "Reddo Kādo")                                                                                |                   |               |                   |                   |
| 30 | 18 décembre 2000  | 4-09-125500-0 | 2 février 2002    | 978-2-87129-408-5 |
| Liste des chapitres : - Ch. 296 : Face à face (直球勝負, "Chokkyū Shōbu") - Ch. 297 : La chambre close ouverte (開かれた密室, "Hirakareta Misshitsu") - Ch. 298 : Le piège du décalage horaire (時間差の罠, "Jikansa no Wana") - Ch. 299 : Le grand rassemblement (糾合, "Kyūgō") - Ch. 300 : Tragédie (惨劇, "Torajidi") - Ch. 301 : Meurtre secret (密殺, "Missatsu") - Ch. 302 : L'arnaque (誑欺, "Sutingu") - Ch. 303 : L'infortuné Genta (元太の災難, "Genta no Sainan") - Ch. 304 : Le piège de Genta (元太の罠, "Genta no Wana") - Ch. 305 : Là, il y a... (そこには..., "Soko ni wa...") - Ch. 306 : Indice cerné (手がかり包囲網, "Tegakari Hōimō") |                   |               |                   |                   |

### Tomes 31 à 40
| no | Japonais          | Japonais      | Français          | Français          |
| no | Date de sortie    | ISBN          | Date de sortie    | ISBN              |
| --- | ----------------- | ------------- | ----------------- | ----------------- |
| 31 | 17 mars 2001      | 4-09-126161-2 | 4 mai 2002        | 978-2-87129-420-7 |
| Liste des chapitres : - Ch. 307 : Les mots cachés (隠れた言葉, "Kakureta Kotoba") - Ch. 308 : L'imposteur (偽物登場, "Nisemono Tōjō") - Ch. 309 : La vérité sur l'imposteur (偽物の真実, "Nisemono no Shinjitsu") - Ch. 310 : Le temps de l'imposture (偽りの時, "Itsuwari no Toki") - Ch. 311 : Douce est la mer (暖かき海, "Atatakaki Umi") - Ch. 312 : Pris dans les filets (網にかかるは..., "Ami ni Kakaru wa...") - Ch. 313 : Courageuse décision (勇気ある決断, "Yūki Aru Ketsudan") - Ch. 314 : Les lutteurs de Naniwa (浪花の剣士, "Naniwa no Kenshi") - Ch. 315 : Le lutteur en mouvement (移ろいの剣士, "Utsuroi no Kenshi") - Ch. 316 : Jugement tranchant (裁きの剣士, "Sabaki no Kenshi") - Ch. 317 : Le château des mortels (天下人の城, "Tenkabi no Shiro")                                                                                     |                   |               |                   |                   |
| 32 | 18 avril 2001     | 4-09-126162-0 | 14 septembre 2002 | 978-2-87129-433-7 |
| Liste des chapitres : - Ch. 318 : Le trésor des mortels (天下人の宝, "Tenkabi no Takara") - Ch. 319 : Au-delà du temps (時を越えて..., "Toki o Koete...") - Ch. 320 : Pour le bien de Ninawa (浪花勧進帳, "Naniwa Kanjin-chō") - Ch. 321 : La tristesse du tigre (悲しみの虎の巻, "Kanashimi no Tora no Maki") - Ch. 322 : De nouveau réunis après une longue attente (久しぶりの集結, "Hisashiburi no Shūketsu") - Ch. 323 : Le secret des "idoles" (アイドル達の秘密, "Aidoru-tachi no Himitsu") - Ch. 324 : La méprise des "idoles" (アイドル達の誤解, "Aidoru-tachi no Gokai") - Ch. 325 : L'objet perdu du lion (ライオンの落とし物, "Raion no Otoshimono") - Ch. 326 : P&A - Ch. 327 : Un plan stupide (バカな作戦, "Baka na Sakusen") - Ch. 328 : Le O. Miai de Sâto (佐藤のお見合い, "Satō no Omiai")                                                   |                   |               |                   |                   |
| 33 | 18 juillet 2001   | 4-09-126163-9 | 7 décembre 2002   | 978-2-87129-447-4 |
| Liste des chapitres : - Ch. 329 : Les chances de réussite de Sâto (佐藤の勝算, "Satō no Shōsan") - Ch. 330 : Les sentiments de Sâto (佐藤の気持ち, "Satō no Kimochi") - Ch. 331–334 : Bloody Valentine (1–4) (血のバレンタイン①〜④, "Buraddi Barentain Ichi – Yon") - Ch. 335 : Le mémo de l'épouse (妻の忘れ形見, "Tsuma no Wasuregatami") - Ch. 336 : Un parfum pur (清潔な香り, "Seiketsu na Kaori") - Ch. 337 : La vie des fleurs (花の命..., "Hana no Inochi...") - Ch. 338 : Le sens du "X" (「×」のその意味, "Ekkusu no Sono Imi") - Ch. 339 : OX□△ |                   |               |                   |                   |
| 34 | 18 septembre 2001 | 4-09-126164-7 | 1er mars 2003     | 978-2-87129-506-8 |
| Liste des chapitres : - Ch. 340 : La cueillette des pommes (リンゴの狩り時, "Ringo no Karidoki") - Ch. 341 : Le début de la riposte (反撃の糸口..., "Hangeki no Itoguchi...") - Ch. 342 : L'envol du voisin (飛んだ隣人, "Tonda Rinjin") - Ch. 343 : Qui es-tu ? (あんた何者や, "Anta Nanimon'ya") - Ch. 344 : Les sifflets du public (嵐のブーイング, "Arashi no Būingu") - Ch. 345 : Soupçons sur les supporters (疑惑のサポーター, "Giwaku no Sapōtā") - Ch. 346 : Le faux supporter (エセサポーター, "Ese Sapōtā") - Ch. 347 : Une pluie "déjà vue" (雨のデジャビュ, "Ame no Dejabū") - Ch. 348 : Le piège de la serviette humide (おしぼりの罠, "Oshibori no Wana") - Ch. 349 : Mémoire rafraîchie (晴れた記憶, "Hareta Kioku") - Ch. 350 : Golden apple (1) (ゴールデンアップル①, "Gōruden Appuru Ichi")                                                  |                   |               |                   |                   |
| 35 | 18 décembre 2001  | 4-09-126165-5 | 7 juin 2003       | 978-2-87129-526-6 |
| Liste des chapitres : - Ch. 351–354 : Golden apple (2–5) (ゴールデンアップル②〜⑤, "Gōruden Appuru Ni – Go") - Ch. 355–357 : Le mystère de la demeure aux fantômes (1–3) (幽霊屋敷の謎①〜③, "Yūrei Yashiki no Nazo Ichi – San") - Ch. 358–360 : La disparition de Mitsuhiko (1–3) (消えた光彦①〜③, "Kieta Mitsuhiko Ichi – San") - Ch. 361 : Death Island (デス・アイランド, "Desu airando") |                   |               |                   |                   |
| 36 | 18 février 2002   | 4-09-126166-3 | 11 octobre 2003   | 978-2-87129-550-1 |
| Liste des chapitres : - Ch. 362 : Un visiteur dangereux (危険な来訪者, "Kiken na Raihōsha") - Ch. 363 : Le mot mystérieux (ミステリー・ワード, "Misuterī Wādo") - Ch. 364 : L'envoyé de Gusô (グソーの使い, "Gusō no Tsukai") - Ch. 365 : La princesse et le palais du roi des dragons (姫と龍宮城, "Hime to Ryū Gūjō") - Ch. 366 : Défilé au coeur du mal (悪意の中の行進, "Akui no Naka no Parēdo") - Ch. 367 : La preuve sur la bande vidéo (ビデオの中の証拠, "Bideo no Naka no Shōko") - Ch. 368 : L'objectif du poseur de bombes (爆弾犯の狙い, "Bakudan-han no Nerai") - Ch. 369 : Policier sans retour (帰らざる刑事, "Kaerazaru Keiji") - Ch. 370 : Souvenirs ineffaçables (消せない記憶, "Kesenai Kioku") - Ch. 371 : Le piège rouge (赤い罠, "Akai Wana") - Ch. 372 : La chose la plus précieuse au monde (この世で一番..., "Kono yo de Ichiban...") |                   |               |                   |                   |
| 37 | 18 avril 2002     | 4-09-126167-1 | 10 janvier 2004   | 978-2-87129-597-6 |
| Liste des chapitres : - Ch. 373 : Bye-Bye… (バイバイ..., "Bai bai...") - Ch. 374–376 : Le choix de Kogorō (1–3) (小五郎の選択①〜③, "Kogorō no Sentaku Ichi – San") - Ch. 377–379 : Traces de pas codées (1–3) (暗黒の足跡①〜③, "Ankoku no Ashiato Ichi – San") - Ch. 380 : Blanche neige et ombre noire (白い雪...黒い影..., "Shiroi Yuki... Kuroi Kage...") - Ch. 381 : Rencontre à risque (危険なめぐり逢い, "Kiken na Meguri Ai") - Ch. 382 : Les passagers (同乗者, "Dōjōsha") |                   |               |                   |                   |
| 38 | 18 juillet 2002   | 4-09-126168-X | 20 mars 2004      | 978-2-87129-612-6 |
| Liste des chapitres : - Ch. 383 : Nouvelles armes ! (新兵器!, "Shin Heiki!") - Ch. 384 : Un trésor insoupçonné (意外なお宝, "Igai na Otakara") - Ch. 385 : Les inquiétudes d’Ayumi (歩美の心配, "Ayumi no Shinpai") - Ch. 386 : Crépuscule et escaliers (夕陽と階段, "Yūhi to Kaidan") - Ch. 387 : Le héros entaché (汚れたヒーロー, "Yogoreta Hīrō") - Ch. 388 : L’ombre des loups (狼たちの影, "Ōkami-tachi no Kage") - Ch. 389 : L’homme qui ne put devenir loup (狼になれなかった男, "Ōkami ni Narenakatta Otoko") - Ch. 390–392 : Heiji Hattori : situation critique ! (1–3) (服部平次絶体絶命!①〜③, "Hattori Heiji Zettai Zetsumei! Ichi – San") |                   |               |                   |                   |
| 39 | 18 novembre 2002  | 4-09-126169-8 | 1er mai 2004      | 978-2-87129-622-5 |
| Liste des chapitres : - Ch. 393 : Le cheval rouge de la tentation ! (誘う赤馬, "Izanau Aka Uma") - Ch. 394 : L’ombre du cheval rouge (赤馬の影, "Aka Uma no Kage") - Ch. 395 : Le propriétaire du cheval rouge (赤馬の持ち主, "Aka Uma no Mochinushi") - Ch. 396 : Le témoin du cheval rouge (赤馬の目撃者, "Aka Uma no Mokugekisha") - Ch. 397 : Une vulgaire imitation (愚かなる模倣, "Oroka Naru Mohō") - Ch. 398–400 : Amitié bafouée (1–3) (引き裂かれた友情①〜③, "Hikisakareta Yūjō Ichi – San") - Ch. 401 : Un petit client (小さな依頼者, "Chiisana Iraisha") - Ch. 402 : Les grains de beauté de ces dames (ホクロのある女性, "Hokuro no Aru Josei") - Ch. 403 : Un grain de beauté rouge… ?! (赤いホクロ...!?, "Akai Hokuro...!?") |                   |               |                   |                   |
| 40 | 18 février 2003   | 4-09-126170-1 | 3 juillet 2004    | 978-2-87129-633-1 |
| Liste des chapitres : - Ch. 404 : Attention au premier rendez-vous amoureux ! (甘いデートにご注意を!, "Amai Dēto ni Gochūi o!") - Ch. 405 : Une enquête peu innocente (不純な大捜索, "Fujan na Dai Sōsaku") - Ch. 406 : Un gros gibier (不純な大捕り物, "Fujan na Ōtorimono") - Ch. 407 : Un court de tennis chargé de souvenirs (思い出のテニスコート, "Omoide no Tenisu Kōto") - Ch. 408 : Riz au curry suspect (疑惑のカレー, "Giwaku no Carē") - Ch. 409 : Extinction de voix… ?! (声が出ない...!?, "Koe ga Denai...!?") - Ch. 410 : Le premier amour du professeur (博士の初恋, "Hakase no Hatsukoi") - Ch. 411 : Un lieu inoubliable (思い出の場所, "Omoide no Basho") - Ch. 412 : Premier amour, retrouvailles, séparation (初恋・再会・別れ, "Hatsukoi, Saikai, Wakare") - Ch. 413 : Le déshonneur de Kogorō (小五郎大失態, "Kogorō Dai Shittai")       |                   |               |                   |                   |

### Édition japonaise
1. 1 2  Tome 1
2. 1 2  Tome 2
3. 1 2  Tome 3
4. 1 2  Tome 4
5. 1 2  Tome 5
6. 1 2  Tome 6
7. 1 2  Tome 7
8. 1 2  Tome 8
9. 1 2  Tome 9
10. 1 2  Tome 10
11. 1 2  Tome 11
12. 1 2  Tome 12
13. 1 2  Tome 13
14. 1 2  Tome 14
15. 1 2  Tome 15
16. 1 2  Tome 16
17. 1 2  Tome 17
18. 1 2  Tome 18
19. 1 2  Tome 19
20. 1 2  Tome 20
21. 1 2  Tome 21
22. 1 2  Tome 22
23. 1 2  Tome 23
24. 1 2  Tome 24
25. 1 2  Tome 25
26. 1 2  Tome 26
27. 1 2  Tome 27
28. 1 2  Tome 28
29. 1 2  Tome 29
30. 1 2  Tome 30
31. 1 2  Tome 31
32. 1 2  Tome 32
33. 1 2  Tome 33
34. 1 2  Tome 34
35. 1 2  Tome 35
36. 1 2  Tome 36
37. 1 2  Tome 37
38. 1 2  Tome 38
39. 1 2  Tome 39
40. 1 2  Tome 40

### Édition française
1. 1 2  Tome 1
2. 1 2  Tome 2
3. 1 2  Tome 3
4. 1 2  Tome 4
5. 1 2  Tome 5
6. 1 2  Tome 6
7. 1 2  Tome 7
8. 1 2  Tome 8
9. 1 2  Tome 9
10. 1 2  Tome 10
11. 1 2  Tome 11
12. 1 2  Tome 12
13. 1 2  Tome 13
14. 1 2  Tome 14
15. 1 2  Tome 15
16. 1 2  Tome 16
17. 1 2  Tome 17
18. 1 2  Tome 18
19. 1 2  Tome 19
20. 1 2  Tome 20
21. 1 2  Tome 21
22. 1 2  Tome 22
23. 1 2  Tome 23
24. 1 2  Tome 24
25. 1 2  Tome 25
26. 1 2  Tome 26
27. 1 2  Tome 27
28. 1 2  Tome 28
29. 1 2  Tome 29
30. 1 2  Tome 30
31. 1 2  Tome 31
32. 1 2  Tome 32
33. 1 2  Tome 33
34. 1 2  Tome 34
35. 1 2  Tome 35
36. 1 2  Tome 36
37. 1 2  Tome 37
38. 1 2  Tome 38
39. 1 2  Tome 39
40. 1 2  Tome 40